# Oak Grove (Louisiana)
Oak Grove is een plaats (town) in de Amerikaanse staat Louisiana, en valt bestuurlijk gezien onder West Carroll Parish.

## Demografie
Bij de volkstelling in 2000 werd het aantal inwoners vastgesteld op 2174.
In 2006 is het aantal inwoners door het United States Census Bureau geschat op 2020, een daling van 154 (-7.1%).

## Geografie
Volgens het United States Census Bureau beslaat de plaats een oppervlakte van
4,5 km², waarvan 4,4 km² land en 0,1 km² water. Oak Grove ligt op ongeveer 38 m boven zeeniveau.

## Plaatsen in de nabije omgeving
De onderstaande figuur toont nabijgelegen plaatsen in een straal van 28 km rond Oak Grove.

## Geboren in Oak Grove
- Tony Joe White (1943), zanger, liedjesschrijver en gitarist